# 森冈荣治
森冈荣治（日语：／ Morioka Eiji，1946年6月8日—2004年11月9日），大阪府大阪市出身，日本男子拳击运动员。他曾代表日本参加1968年夏季奥林匹克运动会拳击比赛，获得男子雏量级铜牌。